# Michael O'Doherty

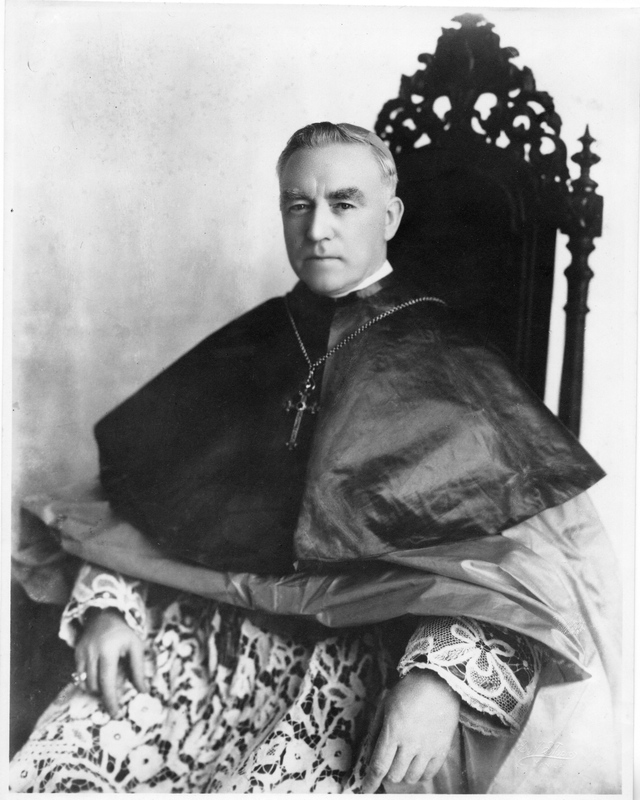
Michael James O'Doherty in 1940

Michael James O'Doherty (Charlestown, 30 juli 1874 – Manilla, 13 oktober 1949) was een Iers rooms-katholieke geestelijke. O'Doherty was van 1916 tot zijn dood in 1949 de aartsbisschop van het Aartsbisdom Manilla in de Filipijnen.
O'Doherty werd tot priester gewijd op 30 november 1879. Op 37-jarige leeftijd werd hij benoemd tot bisschop van Zamboanga. Vijf jaar later, op 6 september 1916 volgde een benoeming tot aartsbisschop van Manilla. Na zijn dood op 13 oktober 1949 werd O'Doherty opgevolgd door de eerste Filipijnse aartsbisschop, Gabriel Reyes.